# Dacnusa lithospermi
Dacnusa lithospermi är en stekelart som beskrevs av Griffiths 1967. Dacnusa lithospermi ingår i släktet Dacnusa och familjen bracksteklar. Inga underarter finns listade i Catalogue of Life.